# 이장산 전투
이장산 전투(중국어 간체자: 一江山岛战役, 정체자: 一江山島戰役)는 이장산섬에서 중화민국 국군과 중국 인민해방군 사이에 벌어진 전투다. 제1차 타이완 해협 위기 중인 1955년 1월 18일부터 1월 20일까지 진행된 이 전투에서 중국 인민해방군이 승리하고 중화민국 국군이 철수했다. 이장산 전투의 패배는 이장산섬으로부터 보호를 받고 물자보급을 받는 다천섬의 처지를 어렵게 만들어 다천섬 철수로 이어진다.